# Seewen
Seewen é uma comuna da Suíça, no Cantão Soleura, com cerca de 1.009 habitantes. Estende-se por uma área de 16,39 km², de densidade populacional de 62 hab/km². Confina com as seguintes comunas: Bretzwil (BL), Büren, Duggingen (BL), Himmelried, Hochwald, Lupsingen (BL), Nunningen, Reigoldswil (BL), Ziefen (BL).
A língua oficial nesta comuna é o Alemão.